# Zombie Undead
Zombie Undead és una pel·lícula de terror britànica del 2010 dirigida per Rhys Davies i protagonitzada per Ruth King, Kris Tearse, Rod Duncan, Barry Thomas, Sandra Wildbore i Christopher J. Herbert. Va ser escrita per Kris Tearse. Després d'un atac terrorista a Leicester, els supervivents es protegeixen dels zombis.

## Argument
Després d'un atac terrorista, la Sarah porta el seu pare ferit a un hospital ocupat i amb excés de treball, només per perdre el coneixement durant l'estressant intent de salvar-li la vida. Quan arriba, l'hospital sembla desert. La Sarah descobreix ràpidament que els zombis s'han apoderat de l'edifici i, juntament amb altres supervivents, fuig de l'hospital i intenta sobreviure contra les hordes de no-morts.

## Repartiment
- Ruth King com Sarah
- Kris Tearse com a Jay
- Barry Thomas com a Steve
- Christopher J. Herbert com a Phil
- Steven Dolton com a granger
- Sandra Wildbore com a Mary

## Producció
Zombie Undead es va rodar a Leicester. El rodatge va durar 18 mesos. Els cineastes van intentar evitar l'exposició i centrar-se en els personatges.

## Llançament
Zombie Undead es va estrenar a Leicester el 15 de gener de 2010 i es va estrenar als cinemes britànics l'abril de 2011. Metrodome Distribution el va publicar en DVD el 30 de maig de 2011. MVD Entertainment Group el va publicar en DVD als EUA el 24 de juliol de 2012. En el seu el cap de setmana d'obertura, va recaptar un total de 10 £.

## Recepció
Tom Huddleston de Time Out London a va puntuar amb 1/5 estrelles i la va qualificar de "pel·lícula de terror d'estar per casa risiblement inepta". Jamie Russell de Total Film la va puntuar amb 2/5 estrelles i va escriure: " Zombie Undead és una altra sortida sense pressupost i sense cervell per tractar els morts caminants com una excusa per a la manca de capacitat d'escriptura." Mark L. Miller d'Ain't It Cool News la va anomenar "una alenada d'aire fresc", però descuidada i mal interpretada. Jeremy Blitz de DVD Talk la va puntuar amb 2/5 estrelles i va escriure: "Desafortunadament, els productors de l'indie britànic Zombie Undead presenten poc material nou, tot i que mostren uns quants esclats gairebé brillants." Peter Dendle la va anomenar una pel·lícula de zombis avorrida que es va fer amb finalitats de màrqueting.

## Premis
Ruth King va guanyar el premi a la millor actriu al Buenos Aires Rojo Sangre de 2011.